# Leonard Colebrook
Pour les articles homonymes, voir Colebrook.
Leonard Colebrook est un médecin et bactériologiste anglais, né en 1883 et mort en 1967, surtout connu pour avoir inauguré le traitement de la fièvre puerpérale par le prontosil et pour avoir été l'un des pionniers de l’antisepsie et de l'asepsie.

## Biographie

### Les années de formation
Leonard Colebrook est né le 2 mars 1883, cinquième des six enfants de May et Mary Colebrook, riches fermiers à Guildford, dans le Surrey, au sud-est de l'Angleterre. Son père est un prédicateur non conformiste et strictement abstème, dont les enfants reçoivent une éducation religieuse empreinte de préoccupations sociales, qui suscite chez Leonard une précoce vocation de missionnaire. À la mort de May, en 1896, la famille s'installe à Bournemouth et Leonard est inscrit à l'école secondaire (en) de Westbourne (en). Il passe ensuite un an au Christ's College de Blackheath, avant de s'inscrire, en 1900, pour une année de préparation à la faculté de médecine de l'hôpital de Londres (en). Dès les premiers mois, il obtient une bourse pour l'hôpital Sainte-Marie où il poursuit ses études, s'y liant d'amitié avec Alexander Fleming, et où il est reçu docteur en médecine et chirurgie en 1906.
Après un stage d'interne en chirurgie, Colebrook s'embarque pour l'Extrême-Orient comme médecin de bord. Pendant son voyage, il se découvre plus de penchant pour la bactériologie que pour le missionnariat et, à son retour, il devient assistant d'Almroth Wright. Étudiant, Colebrook est tombé sous le charme de ce professeur de pathologie, directeur fondateur du service de vaccination de Sainte-Marie et pionnier de la vaccination contre la typhoïde. Wright est un personnage charismatique, d'une grande indépendance d'esprit. C'est de surcroît un polémiste virulent. Ami de Bernard Shaw, il lui sert de modèle pour Sir Colenso Ridgeon, dans son Dilemme du docteur. « Le Vieux », comme on l'appelle dans son service, n'est pas seulement pour Colebrook le patron dont on admire les idées, mais comme un père adoptif. Bien que le disciple en vienne à rejeter certaines des opinions de son maître, en particulier ses préventions contre la chimiothérapie, il restera son ami jusqu'à la fin, prenant sa retraite à « Silverwood », maison voisine de celle de Wright, à Farnham Royal dans le Buckinghamshire.
En 1914, Colebrook épouse Dorothy Scarlett Campbell. Lorsque la guerre éclate, dégagé de ses obligations de capitaine réserviste de l'armée de terre, il est chargé par l'état-major de l'approvisionnement en vaccins. Parallèlement, il entreprend des recherches sur les épidémies de méningite et de dysenterie, sur l'infection des plaies et sur les brûlures, et il rejoint pendant quelque temps les services de Fleming et Wright au centre hospitalier de Boulogne.

### La fièvre puerpérale et le Prontosil
Après la guerre, Colebrook est reçu membre du Conseil de la recherche médicale (Medical Research Council) et nommé à son institut de Hampstead. Dorothy est administratrice au théâtre Old Vic et le couple mène une vie sociale et culturelle intense. Cependant, Colebrook regrette de n'être plus au contact de ses patients et il est heureux, en 1922, d'être détaché auprès de Wright à St Mary. C'est alors qu'il commence à s'intéresser aux streptocoques hémolytiques. Ayant constaté que ni les arsenicaux ni les vaccins ne sont efficaces contre la fièvre puerpérale à streptocoque, il se concentre sur le contrôle de la transmission de l'infection, et ce par diverses méthodes. Il prescrit le port des gants, du masque et de la blouse chirurgicaux lors du contact avec les patients. Il prouve que le chloroxylénol (parachlorométaxylénol) est un désinfectant des mains très supérieur à l'eau savonneuse. Enfin, avec sa sœur Dora, il montre que, plus encore qu'entre les patients, c'est entre les membres de l'équipe hospitalière que circule le streptocoque.
En 1936, devenu directeur des nouveaux laboratoires de l'hôpital de la Reine-Charlotte (en), Colebrook apprend le succès de Gerhard Domagk dans le traitement de l'infection streptococcique de la souris et de quelques sujets humains par le colorant prontosil (sulfamidochrysoïdine). Colebrook publie les résultats de ses essais cliniques sur le prontosil et démontre sa très grande efficacité dans le traitement de la fièvre puerpérale à streptocoque,. Entretemps, Daniel Bovet et son équipe, dans le laboratoire de chimie thérapeutique dirigé par Ernest Fourneau à l'Institut Pasteur de Paris, ont révélé que la sulfamidochrysoïdine est un promédicament qui se scinde dans le corps du patient, libérant son composant actif, le p-aminobenzènesulfamide, ou sulfanilamide,. Bien que les arsenicaux soient employés depuis de nombreuses années, c'est cette découverte qui, en fondant la sulfamidothérapie, ouvre véritablement la voie de la chimiothérapie antibactérienne.

### Le traitement des brûlures: prévention, asepsie, antibiothérapie
Pendant la Seconde Guerre mondiale, le colonel Colebrook est chargé de la supervision de l'usage des sulfamides dans l'armée. Il est en France jusqu'en juin 1940, puis il travaille à « Rooksdown House », service de chirurgie plastique fondé et dirigé par Harold Gillies au Park Prewett Hospital (en) de Basingstoke. En 1942, après la mort de sa femme, il est nommé dans le service des brûlés de l'infirmerie royale (en) de Glasgow, où il entreprend ses premières recherches sur le traitement des brûlures infectées. Le problème soulevé par l'échec des greffes de peau le conduit à recueillir les avis d'un zoologiste et le jeune Peter Medawar, venu d'Oxford à l'invitation de Colebrook, commence alors auprès de lui les recherches qui le mèneront au prix Nobel de médecine.
La deuxième étape des études de Colebrook sur l'infection des brûlures est franchie en 1943, lorsque le service des brûlés qu'il dirige, rattaché au Conseil de la recherche médicale de Grande Bretagne, est transféré de l'infirmerie royale de Glasgow à l'hôpital des accidentés de Birmingham (en). C'est à Birmingham que Colebrook instaure la pratique de l'isolement des patients en milieu stérile. Streptococcus pyogenes, bactérie à laquelle Colebrook s'est attaqué avec succès à l'hôpital de la Reine-Charlotte, est encore la cause fréquente de graves infections cliniques chez les grands brûlés. L’antisepsie par la méthode listérienne s'est révélée inefficace contre les brûlures et Colebrook s'efforce de développer des pratiques d'asepsie et d'antisepsie sélectives, dirigées contre S. pyogenes et les autres agents pathogènes des brûlures. À Glasgow, il a étudié une série de mesures d'asepsie. À Birmingham, il introduit, en outre, l'usage régulier de la pommade à la pénicilline et de la ventilation de la salle des pansements. Les rapports font ressortir que les infections par S. pyogenes sont moins fréquentes à Birmingham qu'elles ne l'étaient à Glasgow, et les conclusions de Colebrook seront confirmées par les expériences réalisées par ses successeurs.
À Birmingham, Colebrook a fait la connaissance de Vera Scovell, veuve, journaliste indépendante, qui partage son idéal et ses idées et qu'il épouse en 1946. Il prend sa retraite en 1948, mais il reste très actif. Le couple lance une campagne pour la prévention des brûlures domestiques qui, en 1952, aboutit au Fireguards Act (« loi des coupe-feu ») qui oblige à munir d'un système de sécurité tout appareil de chauffage, qu'il soit au gaz ou électrique. Une autre innovation importante, indirectement issue d'une idée de Colebrook, est l'appointement d'infirmières spécialisées dans la prévention des infections hospitalières. Colebrook continue de publier. Il donne une biographie d'Almroth Wright, ainsi qu'un ouvrage dans lequel il soutient la création d'unités de brûlés. Enfin, il milite en faveur de l'euthanasie.
Leonard Colebrook est mort à Farnham Common, dans le Buckinghamshire, le 27 septembre 1967.

### Publications
- 1915 :
  - « Bacterial Antagonism, with Particular Reference to Meningococcus », The Lancet, vol. 186(2), no 4812, 20 novembre, p. 1136-1138 (DOI 10.1016/S0140-6736(01)56057-2).
- 1916 :
  - « On the Bactericidal Power Acquired by the Serum after the Administration of Salvarsan or Neosalvarsan », Lancet, vol. 187(1), no 4821, 22 janvier, p. 181-183 (DOI 10.1016/S0140-6736(00)53013-X) ;
  - « On the Advantage of Using a Broth Containing Trypsin in Making Blood Cultures », Lancet, vol. 188(2), no 4848, 29 juillet, p. 180-183 (DOI 10.1016/S0140-6736(01)26996-7), avec Stewart Ranken Douglas.
- 1917 :
  - « Studies in Wound Infections : On the Growth of Anaerobic Bacilli in Fluid Media under Apparently Aerobic Conditions »,Lancet, vol. 190(2), no 4910, 6 octobre, p. 530-532 (DOI 10.1016/S0140-6736(01)52070-X), avec Stewart R. Douglas et Alexander Fleming ;
  - « On Skin-grafting : A Plea for its More Extensive Application, Lancet, vol. 190(2), no 4897, 7 juillet, p. 5-12 (DOI 10.1016/S0140-6736(01)48248-1), avec Stewart R. Douglas et A. Fleming.
- 1918 :
  - « On the Acidosis of Shock and Suspended Circulation », Lancet, vol. 191(1), no 4944, 1er juin, p. 763-765 (DOI 10.1016/S0140-6736(01)27262-6), avec Almroth Wright ;
  - « The Conditions under Which the Sterilisation of Wounds by Physiological Agency Can Be Obtained », Lancet, vol. 191(1), no 4946, 15 juin, p. 831-838 (DOI 10.1016/S0140-6736(01)27037-8), avec A. Wright et A. Fleming.
- 1920 :
  - « The Mycelial and Other Micro-organisms Associated with Human Actinomycosis » British Journal of Experimental Pathology, vol. 1, no 4, août, p. 197-212 (Texte intégral [PDF]. Consulté le 1er juin 2012.)
- 1921 :
  - Technique of the Teat and Capillary Glass Tube : Being a Handbook for the Medical Research Laboratory and the Research Ward, Londres, Arnold Constable and Co Ltd, avec A. Wright (Aperçu. Consulté le 1er juin 2012.) ;
  - « A Report upon 25 Cases of Actinomycosis, with Especial Reference to Vaccine Therapy : A Discussion of Some Problems », Lancet, vol. 197(1), no 5096, 30 avril, p. 893-899 (DOI 10.1016/S0140-6736(00)55575-5).
- 1923 :
  - « On Immuno-transfusion », Lancet, vol. 202(2), no 5234, 22 décembre, p. 1341-1344 (DOI 10.1016/S0140-6736(01)07716-9) ;
  - « New Principles in Therapeutic Inoculation », Lancet, vol. 201(1), no 5191, 24 février, p. 365-373 (DOI 10.1016/S0140-6736(01)15384-5), avec A. Wright et E. J. Storer.
- 1924 :
  - « On the Reduction of the Bactericidal Power of Blood Which is Effected by Adding to It Citrate of Soda and Other Decalcifying Agents ; and on the Question whether Blood so Treated Should Be Employed for Immuno-transfusion », Br. J. Exp. Pathol., vol. 5, no 2, avril, p. 47-54, avec E. J. Storer. (Texte intégral [PDF]. Consulté le 31 mai 2012.)
  - « The Effect of Radiation on the Bactericidal Power of the Blood, dans Br. J. Exp. Pathol., vol. 5, no 2, avril, p. 54-64, avec Albert Eidinow et Leonard Hill. (Texte intégral [PDF]. Consulté le 31 mai 2012.)
  - « The Influence of Sunlight upon the Bactericidal Power of Human Blood », The British Medical Journal, 5 juillet, p. 11. (Texte intégral [PDF]. Consulté le 31 mai 2012.)
- 1925 :
  - « Discussion on the Treatment of Septicaemia », Proceedings of the Royal Society of Medicine, vol. 18 (Joint Discussions), p. 64-70 (Texte intégral [PDF]. Consulté le 2 juin 2012.)
  - « Neosalvarsan in the Treatment of Puerperal Septicaemia », Br. Med. J., 26 décembre. (Texte intégral [PDF]. Consulté le 31 mai 2012.)
- 1926 :
  - « Some Laboratory Investigations in Connexion with Puerperal Fever (Carried out, for the Most Part, in Collaboration with Dr. R. M. Fry) », Proc. R. Soc. Med. : Obstet. Gynaecol. Sect., vol. 19, p. 31-42. (Texte intégral [PDF]. Consulté le 31 mai 2012.)
- 1927 :
  - « On the Bactericidal Action of Mercurochrome, avec Ronald Hare », Br. J. Exp. Pathol., vol. 8, no 2, avril, p. 109-114. (Texte intégral [PDF]. Consulté le 31 mai 2012.)
- 1928 :
  - A Study of Some Organic Arsenical Compounds with a View to their Use in Certain Streptococcal Infections, Londres, His Majesty Stationery Office.
- 1929 :
  - « Streptococcal Vaccines for Puerperal Sepsis », Br. Med. J., 5 janvier, p. 40-41. (Texte intégral [PDF]. Consulté le 31 mai 2012.)
- 1930 :
  - « Memorandum on the Sterilization of the Hands », dans Great Britain Ministry of Health, Interim Report of the Departmental Committee on Maternal Mortality and Morbidity, Londres, H. M. Stationery Office (Résumé. Consulté le 3 juin 2012.)
  - « A Study of Cutaneous Sensitiveness to Scarlatinal Toxin in Pregnancy and the Puerperium » Br. Med. J., vol. 1, no 3605, 8 février, p. 240-241, avec Harold Burt-White, Gertrude Morgan, Beatrice J. W. Jervis et Gertrude E. Harre. (Texte intégral [PDF]. Consulté le 3 juin 2012.)
  - « The Frequency of Streptococcus Pyogenes Infection in Puerperal Fever », avec Ronald Harre Br. Med. J., vol. 1, no 3605, 8 février, p. 241–242. (Texte intégral [PDF]. Consulté le 3 juin 2012.)
  - « Infection by Anaerobic Streptococci in Puerperal Fever », Br. Med. J., 26 juillet, p. 134-137. (Texte intégral [PDF]. Consulté le 31 mai 2012.)
  - « Etiology of Puerperal Sepsis », Br. Med. J., vol. 2, no 3636, 13 septembre, p. 446-447. (Texte intégral [PDF]. Consulté le 3 juin 2012.)
  - Richard R. Armstrong et Harold Burt-White, « Etiology of Puerperal Sepsis », Br. Med. J., vol. 2, no 3637, 20 septembre, p. 497-498. (Réponse à l'article précédent.) (Texte intégral [PDF]. Consulté le 3 juin 2012.)
  - « Discussion on Actinomycosis Common to Man and Animals », Proc. R. Soc. Med., vol. 23,‎ 1930, p. 861-880 (résumé), avec Zachary Cope, T. J. Bosworth, F. P. Weber, P. Turner, M. Gordon, E. W. Riches, G. D. Martin et H. Waring.
  - « Puerperal Fever », Journal of the Royal Sanitary Institute, vol. 51,‎ 1930, p. 161-167 (résumé).
- 1931 :
  - « Actinomycosis and Similar Conditions », dans W. Bulloch, J. Cruickshank et al., A System of Bacteriology in Relation to Medicine, vol. 8, Londres, H. M. Stationery Office, 1931 (résumé).
- 1932 :
  - « The Source of Infection in an Outbreak of Puerperal Fever », Br. Med. J., vol. 1, no 3704,‎ 2 janvier 1932, p. 34 (lire en ligne, consulté le 28 mai 2014).
  - « Blood Transfusion », Br. Med. J., vol. 2, no 3744,‎ 8 octobre 1932, p. 691 (lire en ligne, consulté le 3 juin 2012).
- 1933 :
  - « The Anaerobic Streptococci Associated with Puerperal Fever », British Journal of Obstetrics and Gynaecology, vol. 40, no 4,‎ juin 1933, p. 609-629 (DOI 10.1111/j.1471-0528.1933.tb05666.x), avec Ronald Hare.
  - « Antisepsis in Midwifery », Brit. J. Obstet. Gynaec., vol. 40, no 6,‎ octobre 1933, p. 966-990 (DOI 10.1111/j.1471-0528.1933.tb05690.x), avec Winston R. Maxted.
  - « Puerperal Fever : Its Aetiology and Prevention », Br. Med. J., vol. 2, no 3798,‎ 21 octobre 1933, p. 723-726 (lire en ligne, consulté le 3 juin 2012).
- 1934 :
  - « The Biochemical Reactions of Haemolytic Streptococci from the Vagina of Febrile and Afebrile Parturient Women », The Journal of Pathology and Bacteriology, vol. 39, no 2,‎ septembre 1934, p. 429-442 (DOI 10.1002/path.1700390216), avec R. Hare.
- 1935 :
  - « The Presence of Haemolytic and Other Streptococci on Human Skin », J. Path. Bact., vol. 41, no 3,‎ novembre 1935, p. 521-527 (DOI 10.1002/path.1700410316), avec W. R. Maxted et A. Morris Johns .
  - « Treatment of Puerperal Fever by Antistreptococcal Serum : Some New Evidence and a Retrospect », Lancet, vol. 225(2), no 5828,‎ 11 mai 1935, p. 1085-1089 (DOI 10.1016/S0140-6736(01)19351-7).
- 1936 :
  - « Treatment of Human Puerperal Infections, and of Experimental Infections in Mice, with Prontosil », The Lancet, vol. 227(1), no 5884,‎ 6 juin 1936, p. 1279-1286 (DOI 10.1016/S0140-6736(01)20734-X), avec M. Kenny.
  - « Treatment with Prontosil of Puerperal Infections Due to Haemolytic Streptococci », The Lancet, vol. 228(2), no 5910,‎ 5 décembre 1936, p. 1319-1322 (résumé), avec M. Kenny.
  - « The Mode of Action of p-Aminobenzenesulphonamide and Prontosil in Hemolitic Streptococcal Infections », Lancet, vol. 228(2), no 5910,‎ 5 décembre 1936, p. 1323-1326 (DOI 10.1016/S0140-6736(00)48181-X), avec G. Buttle et R. O'Meara.
  - « The Prevention of Puerperal Sepsis », Br. J. Obstet. Gynaec., vol. 43, no 4,‎ août 1936, p. 691-714 (DOI 10.1111/j.1471-0528.1936.tb12415.x).
- 1937 :
  - « Treatment of 106 Cases of Puerperal Fever by Sulphanilamide (Streptocide) », Lancet, avec A. W. Purdie.
- 1938 :
  - « The Mechanism of the New Chemotherapy », Br. Med. J.
  - « The Robert Campbell Memorial Oration »,The Ulster Medical Journal.
  - « Control of Puerperal Fever : Chadwick Public Lecture given at London School of Hygiene and Tropical Medicine on December 13 », Br. Med. J.
  - « Prevention of Puerperal Fever », Br. Med. J.
- 1939 :
  - « Chemotherapy and the White Cells », Lancet.
- 1940 :
  - « Streptococceal Infections in Mice Treated by Chemotherapy and Serum », Lancet , avec W. R. Maxted ;
  - « The Mode of Action of Sulphanilamide », The Journal of Pathology and Bacteriology, avec Albert Thomas Fuller.
- 1941 :
  - « Elimination of Streptococci from Superficial Wounds by Sulphanilamide Powder, Lancet, vol. 237(1), no 6131, 1er mars, p. 271-273DOI 10.1016/S0140-6736(00)60658-X) , avec A. E. Francis .
  - « Varying Sensitivity of Haemolytic Streptococci to the Sulphonamides », J. Path. Bact., vol. 53, no 1, p. 155, avec A. E. Francis.
  - « The Disinfection of Skin », Bull. War Med. ;
- 1942 :
  - « Infection by Non-Haemolytic Group-A Streptococci », Lancet, avec W. R. Maxted, C. W. Morley, S. D. Elliott et al..
- 1943 :
  - « Penicillin and Propamidine in Burns Elimination of Hemolotic Streptococci and Staphylococci », Lancet, avec A. M. Clark, T. Gibson, M. L. Thomson et al..
- 1945 :
  - Studies of Burns and Scalds : A Report of the Burns Unit, Royal Infirmary, Glasgow, 1942-1943, Londres, Medical Research Council, coll. « Special Report Series » (no 249), 1945, avec Th. Gibson, A. M. Clark et J. P. Todd.
- 1946 :
  - « Air Hygiene in Dressing-rooms for Burns of Major Wounds », avec R. B. Bourdillon, Lancet, vol. 1, no 6400, p. 601.
- 1947 :
  - « Added Infections in Burns : A Study of 233 Cases », avec John M. Duncan et W. J. Butterfield, Lancet, vol. 1, no 6446, 15 mars, p. 321-324.
  - « The Care of Burned People : A Plea for a New Policy », Lancet, vol. 250(1), no 6467, 9 août (DOI 10.1016/S0140-6736(47)92139-9).
  - « Dissemination of Haemolytic Streptococci in Air », avec W. P. Dallas Ross, Lancet, vol. 250(2), no 6483, 29 novembre 1947, p. 792-794 (DOI 10.1016/S0140-6736(47)90814-3).
- 1948 :
  - « Infection Through Soaked Dressings », Lancet ;
  - « The Control of Infection in Burns », avec John M. Duncan et W. P. Dallas Ross, Lancet ;
  - « Microbic Content of Air on Roof of City Hospital, at Street Level, and in Wards », Medical Research Council : Special Report, vol. 262, p. 233-241, avec William C. Cawston.
- 1949 :
  - « The Prevention of Burns and Scalds : Review of 1000 Cases », Lancet, vol. 2, no 6570, 30 juillet, p. 181-188, avec Vera Colebrook.
- 1950 :
  - A New Approach to the Treatment of Burns and Scalds, Fine Technical Publications.
- 1951 :
  - « Outstanding Problems in the Treatment of Burns », Lancet, vol. 2, no 6677, 18 août, p. 273-278.
  - « A Suggested National Plan to Reduce Burning Accidents, Based on a Study of 2000 Cases », Lancet, vol. 2, no 6683, 29 septembre, p. 579-584, avec Vera Colebrook (PMID 14874447).
  - « The Prevention of Burning Accidents in England and America », Bulletin of the New York Academy of Medicine.
- 1954 :
  - Almroth Wright : Provocative Doctor and Thinker, Heinemann, Londres (OCLC 14679228).
- 1955 :
  - « Infection Acquired in Hospital, Lancet.
- 1956 :
  - « The Prevention of Burning Accidents », avec V. Colebrook, J. P. Bull et al., Br. Med. J. ;
  - « The Story of Puerperal Fever : 1800 to 1950 », Br. Med. J. ;
  - « Alexander Fleming : 1881-1955 », Biographical Memoirs of Fellows of the Royal Society.
- 1960 :
  - « The Growth and Death of Wound Bacteria in Serum, Exudate and Slough », J. Hyg., Londres, avec E. J. L. Lowbury et L. Hurst.

### Sur Leonard Colebrook
- (en) Graham Ayliffe et Mary English, Hospital Infection : From Miasmas to MRSA, Cambridge, Cambridge University Press, 2003, 274 p. (ISBN 0-521-81935-0).
- (en) « Leonard Colebrook. F.R.S., D.Sc., F.R.C.S., F.R.C.O.G », The Journal of Obstetrics and Gynaecology of the British Commonwealth, vol. 75, no 1,‎ janvier 1968, p. 105-106.
- (en) « Leonard Colebrook », The Lancet, vol. 2, no 7519,‎ octobre 1967, p. 783-784.
- (en) Vera Colebrook, « Leonard Colebrook : Reminiscences on the Occasion of the 25th Anniversary of the Birmingham Burns Unit », Injury, vol. 2, no 3,‎ janvier 1971, p. 182-184.
- (en) Peter MacNaughton Dunn, « Dr Leonard Colebrook, F.R.S. (1883-1967) and the Chemotherapeutic Conquest of Puerperal Infection », Archives of Diseases in Children : Fetal and Neonatal Edition, vol. 93, no 3,‎ mai 2008, F246-F248 (DOI 10.1136/adc.2006.104448).
- (en) William Gilliat, « Presentation of the Blair-Bell Medal to Dr. Leonard Colebrook », The Journal of Obstetrics and Gynaecology of the British Empire, vol. 62, no 5,‎ octobre 1955, p. 680-682.
- (en) William Gissane, « Leonard Colebrook, D.Sc., F.R.C.S., F.R.C.O.G., F.R.S. : Honorary Member, British Association of Plastic Surgeons », British Journal of Plastic Surgery, vol. 6, no 2,‎ juillet 1953, p. 73-75 (PMID 13059299).
- (en) Ronald Hare, The Birth of Penicillin and the Disarming of Microbes, Allen and Unwin, 1970, 268 p. (ISBN 0-04-925005-1, OCLC 411705231).
- (en) William Charles Noble, Coli, Great Healer of Men : The Biography of Dr. Leonard Colebrook FRS, W. Heinneman, 1974.
- (en) Cyril Leslie Oakley, « Leonard Colebrook, 1883-1967 », Biographical Memoirs of Fellows of the Royal Society, vol. 17,‎ 1971, p. 91-138 (présentation en ligne).
- (en) M. T. Parker, « Leonard Colebrook and his Family », The Journal of Hospital Infection, vol. 28, no 2,‎ octobre 1994, p. 81-90.
- (en) J. L. Turk, « Leonard Colebrook : The Chemotherapy and Control of Streptococcal Infections », Journal of the Royal Society of Medicine, vol. 87, no 12,‎ décembre 1994, p. 727-728 (lire en ligne, consulté le 29 mai 2013).

### Sources
- Edward Abraham (en), « Colebrook, Leonard (1883-1967) », rev., dans Oxford Dictionary of National Biography, Oxford University Press, 2004. (Texte intégral. Consulté le 10 juin 2013.)
- Edward Lowbury (en), « Leonard Colebrook (1883-1967) », dans British Medical Journal (Clinical Research Ed.), vol. 287, décembre 1983, pp. 1981-1983. (Texte intégral. Consulté le 29 mai 2013.)

- (en) Cet article est partiellement ou en totalité issu de l’article de Wikipédia en anglais intitulé « Leonard Colebrook » (voir la liste des auteurs).

## Récompenses et distinctions
- Blair-Bell Medal (1955)
- Edward Jenner Medal (1962)

- Membre de la Société royale de Londres.
- Membre du Collège royal de chirurgie.
- Membre du Collège royal d'obstétrique et de gynécologie.